# Zach Allen
Pour les articles homonymes, voir Allen.
(en) Statistiques sur pro-football-reference
Zachary « Zach » William-Jacob Allen (né le 20 août 1997 à New Canaan) est un joueur américain de football américain qui évolue au poste de defensive end pour les Broncos de Denver de la National Football League (NFL). Il joue au niveau universitaire pour les Eagles de Boston College.

## Carrière universitaire
Durant sa première saison à Boston en 2015, Allen dispute les 12 matchs de la saison régulière, principalement au sein des équipes spéciales. Il a joué 66 snaps en équipes spéciales et 46 comme defensive end.
En 2016, Allen dispute 13 matchs. Parmi ceux-ci, il est partant Georgia Tech à Dublin. Il réalise 36 tackles, dont 19 en solo, 17 assistés et 6 sacks. Il défend 4 passes et récupère 2 fumbles. Lors du Quick Lane Bowl 2016, Allen joue un rôle majeur dans la victoire contre les Terrapins du Maryland, enregistrant un record personnel en un match avec 2 sacks pour une perte de 15 yards, ainsi que 2 tackles en solo,.
En 2017, Allen est promu au poste de titulaire à temps plein et est partant dans les 13 matchs de l'équipe. Durant la saison, il réalise 47 tackles en solo et 53 assistés, dont 15,5 sont pour une perte de yards. Malgré que le nombre de tackles ait augmenter, son nombre de sacks est réduit à 4,0. Allen enregistre aussi une interception et dévie 3 passes. Après la saison, Allen remporté le Bulger Love Award, décerné au meilleur joueur de football de la NCAA jouant en Nouvelle-Angleterre. Il y avait des spéculations selon lesquelles Allen se déclarerait pour la draft de la NFL en 2018, mais il annonce plus tard qu'il retournerait à l'école pour sa dernière année.
En 2018, Allen dispute les 12 matchs de la saison régulière; il n'a toutefois pas participé au First Responder Bowl 2018. Cette année-là, Allen réalise 26 plaquages en solo, 35 assistés et 15 tackles pour une perte de yard. Allen établi son record personnel de sacks en 2018, avec 6,5. Il réalise également une interception, retournée pour 6 yards, et dévie sept passes, un record personnel. Il a également récupéré deux fumbles et provoqué son premier fumble en carrière,.

## Carrière professionnelle
| Taille              | Poids           | Bras           | Main           | Sprint   | Sprint   | Sprint   | Shuttle 20 yards | 3 cones drill | Détente       | Détente            | Développé couché | Test Wonderlic |
| Taille              | Poids           | Bras           | Main           | 40 yards | 10 yards | 20 yards | Shuttle 20 yards | 3 cones drill | verticale     | horizontale        | Développé couché | Test Wonderlic |
| 1,93 m (6 ft 4⅛ in) | 127 kg (281 lb) | 88 cm (34¾ in) | 26 cm (10⅛ in) | 5,00 s   | 1,65 s   | 2,91 s   | 4,36 s           | 7,34 s        | 81 cm (32 in) | 2,84 m (9 ft 4 in) | 24 repétitions   | 36             |

### Cardinals de l'Arizona
Allen est sélectionné par les Cardinals de l'Arizona au 65e rang durant le troisième tour de la draft 2019 de la NFL. Après le camp d'entraînement, Allen est nommé titulaire pour débuter la saison. Allen débute pour les Cardinals lors de la première semaine de la saison 2019 contre les Lions de Détroit. Durant ce match, Allen a enregistré trois tackles en solo. Il a disputé les quatre premiers matchs avant de se blesser au cou. Il a manqué les six matchs suivants avant d'être placé sur la liste des blessés le 13 novembre 2019.
Au cours de la première saison de la saison 2020 contre les 49ers de San Francisco, Allen enregistre son premier sack en carrière sur Jimmy Garoppolo lors d'une victoire de 24 contre 20. Il est placé de nouveau sur la liste des blessés le 27 octobre 2020. Il revient au jeu le 28 novembre 2020. Au cours de la semaine 15 contre les Eagles de Philadelphie, Allen mène l'équipe avec 11 plaquages et sack Jalen Hurts une fois lors de la victoire de 33 à 26.
En 2021, Allen dispute 15 matchs, dont 14 titularisations, enregistrant 48 tackles, quatre sacks et trois récupérations de fumbles. En 2022, sa production a continué de progresser, totalisant 47 plaquages, 5,5 sacks, dix plaquages pour une perte et huit déviations de passe en 13 titularisations. Allen attribue une grande partie de sa progression au cours de ses deux dernières saisons avec les Cardinals au mentorat de son coéquipier et triple joueur défensif de l'année: J. J. Watt, qui était également defensive end pour l'Arizona de 2021 à 2022,.

### Broncos de Denver
Le 15 mars 2023, Allen signe un contrat de trois ans pour 45,75 millions de dollars avec les Broncos de Denver, suivant son coordinateur défensif, Vance Joseph, au Colorado,. Sa signature est alors perçue comme une tentative de remplacé Dre'Mont Jones comme defensive end à gauche pour les Broncos, Allen a enregistré 60 tacles, dont huit pour une perte, cinq sacks et un échappé forcé.
Au cours de la saison 2024, Allen enregistre 8,5 sacks, 15 tackles pour une perte et un safety, et a est nommé dans la deuxième équipe All-Pro,. Allen rejoint alors Nick Bosa, Aaron Donald, J. J. Watt et T. J. Watt comme les seuls joueurs à avoir enregistré 40 hits ou plus sur le quarterback en une saison. Allen mène aussi tous les joueurs de ligne défensive en 2024 en snaps joués avec 964, plus de cent de plus que celui étant arrivé au deuxième rang. Dans le NFL Top 100 Players de 2025, Allen est classé 90e meilleur joueur de la ligue par ses collègues.
Le 2 août 2025, Allen signe une prolongation de contrat de quatre ans et de 102 millions de dollars avec les Broncos.